# Armandia broomensis
Armandia broomensis är en ringmaskart som beskrevs av Hartmann-Schröder 1979. Armandia broomensis ingår i släktet Armandia och familjen Opheliidae. Inga underarter finns listade i Catalogue of Life.